# A Lyga 2013
La A Lyga 2013 fue la 24ª edición del torneo de fútbol más importante de Lituania que se jugó del 9 de marzo al 10 de noviembre y que contó con la participación de 9 equipos.
El FK Zalgiris gana su cuarto título de liga.

## Participantes
| Club                  | Ciudad      | Estadio                     |
| --------------------- | ----------- | --------------------------- |
| FK Atlantas           | Klaipėda    | Žalgiris Stadium (Klaipėda) |
| FK Banga Gargždai     | Gargždai    | Gargždai Stadium            |
| FK Dainava Alytus     | Alytus      | Alytus Stadium              |
| FK Ekranas            | Panevėžys   | Aukštaitija Stadium         |
| FK Kruoja Pakruojis   | Pakruojis   | Pakruojis Stadium           |
| FK Sūduva Marijampolė | Marijampolė | ARVI Football Arena         |
| FK Šiauliai           | Šiauliai    | Savivaldybė Stadium         |
| FK Tauras Tauragė     | Tauragė     | Vytauto Stadium             |
| VMFD Žalgiris Vilnius | Vilnius     | LFF Stadium                 |

## Clasificación
| Pos. | Equipo       | Pts. | PJ | G  | E | P  | GF | GC | Dif. | Clasificación o descenso                      |
| ---- | ------------ | ---- | -- | -- | - | -- | -- | -- | ---- | --------------------------------------------- |
| 1    | Žalgiris (C) | 73   | 32 | 22 | 7 | 3  | 77 | 19 | +58  | Segunda Ronda Clasificatoria Champions League |
| 2    | Atlantas     | 71   | 32 | 22 | 5 | 5  | 64 | 23 | +41  | Primera Ronda Clasificatoria Europa League    |
| 3    | Ekranas      | 64   | 32 | 20 | 4 | 8  | 58 | 34 | +24  | Primera Ronda Clasificatoria Europa League    |
| 4    | Sūduva       | 62   | 32 | 18 | 8 | 6  | 73 | 33 | +40  |                                               |
| 5    | Kruoja       | 48   | 32 | 13 | 9 | 10 | 46 | 47 | −1   |                                               |
| 6    | Banga        | 35   | 32 | 10 | 5 | 17 | 39 | 56 | −17  | Primera Ronda Clasificatoria Europa League    |
| 7    | Šiauliai     | 25   | 32 | 6  | 7 | 19 | 34 | 65 | −31  |                                               |
| 8    | Dainava      | 17   | 32 | 4  | 5 | 23 | 27 | 74 | −47  |                                               |
| 9    | Tauras (D)   | 11   | 32 | 3  | 2 | 27 | 25 | 92 | −67  | Desciende a la 1 Lyga                         |

 Fuente: UEFA.com LFF.lt
Criterios de clasificación: 1) Puntos; 2) Gol diferencia; 3) Goles anotados.
Notas:
1. 1 2  El finalista de la Lithuanian Football Cup 2013/14 participa en la primera ronda clasificatoria de la Europa League.

## Resultados
| Local \ Visitante | ATL | BAN | DAI | EKR | KRU | SŪD | ŠIA | TAU | ŽAL |
| ----------------- | --- | --- | --- | --- | --- | --- | --- | --- | --- |
| Atlantas          |     | 3–0 | 6–1 | 1–1 | 2–0 | 2–2 | 1–3 | 4–0 | 0–1 |
| Banga             | 0–1 |     | 4–1 | 0–2 | 0–0 | 1–2 | 1–1 | 2–0 | 1–5 |
| FK Dainava        | 1–2 | 3–0 |     | 1–3 | 1–1 | 1–3 | 1–2 | 2–1 | 0–3 |
| Ekranas           | 1–2 | 4–1 | 2–1 |     | 6–2 | 2–2 | 2–1 | 2–1 | 0–3 |
| Kruoja            | 2–0 | 4–0 | 2–0 | 0–1 |     | 0–2 | 1–1 | 2–3 | 0–0 |
| Sūduva            | 0–1 | 2–1 | 4–0 | 0–1 | 0–1 |     | 0–0 | 3–0 | 0–5 |
| Šiauliai          | 0–1 | 1–4 | 1–5 | 1–4 | 3–4 | 1–1 |     | 4–2 | 1–1 |
| Tauras            | 0–1 | 1–4 | 0–0 | 0–3 | 1–2 | 1–6 | 0–2 |     | 0–7 |
| Žalgiris          | 1–2 | 4–2 | 7–0 | 2–0 | 4–0 | 2–0 | 1–0 | 1–0 |     |

| Local \ Visitante | ATL | BAN | DAI | EKR | KRU | SŪD | ŠIA | TAU | ŽAL |
| ----------------- | --- | --- | --- | --- | --- | --- | --- | --- | --- |
| Atlantas          |     | 1–1 | 4–1 | 1–0 | 3–1 | 3–2 | 3–0 | 3–0 | 3–1 |
| Banga             | 0–0 |     | 2–1 | 1–2 | 1–3 | 0–3 | 3–0 | 5–0 | 1–1 |
| FK Dainava        | 0–5 | 0–1 |     | 0–3 | 1–1 | 0–5 | 0–1 | 1–3 | 0–1 |
| Ekranas           | 1–0 | 2–0 | 2–1 |     | 1–3 | 1–3 | 3–1 | 5–0 | 1–1 |
| Kruoja            | 1–2 | 1–0 | 0–0 | 1–0 |     | 2–4 | 0–0 | 2–1 | 0–0 |
| Sūduva            | 1–1 | 2–0 | 4–0 | 0–0 | 4–0 |     | 3–0 | 3–1 | 1–1 |
| Šiauliai          | 0–1 | 0–1 | 0–0 | 1–2 | 2–5 | 1–5 |     | 3–1 | 2–4 |
| Tauras            | 0–5 | 1–2 | 0–4 | 0–1 | 2–3 | 3–3 | 3–1 |     | 0–3 |
| Žalgiris          | 1–0 | 5–0 | 1–0 | 3–0 | 2–2 | 1–3 | 2–0 | 3–0 |     |